# دياندري ليجينز
دياندري ليجينز (بالإنجليزية: DeAndre Liggins)‏ مواليد 31 مارس 1988 في شيكاغو، هو لاعب كرة سلة أمريكي. بدأ مسيرته الاحترافية في سنة 2011. تم اختياره من قبل فريق أورلاندو ماجيك خلال الدرافت. يلعب مع دالاس مافيريكس في الرابطة الوطنية لكرة السلة. يحمل الرقم 14. يبلغ طوله 6 قدم 6 بوصة (2.0 م).

## المسيرة الاحترافية
لعب مع أورلاندو ماجيك في موسم 2011–2012، ثم لعب مع أوكلاهوما سيتي ثاندر في موسم 2012–2013، ثم لعب مع ميامي هيت في سنة 2014، ثم لعب مع كرانسي أوكتيابر في الدوري الروسي في موسم 2014–2015، ثم لعب مع إسبارن بريمرهافن في الدوري الألماني في سنة 2015، ثم لعب مع كليفلاند كافالييرز في موسم 2016–2017.

## إحصائيات المسيرة

### الموسم الاعتيادي
| السنة   | الفريق               | لعب | بدأ | دقيقة | ميداني% | ثلاثية | حرة  | ارتداد | صنع | استلاب | تصدي | نقطة |
| ------- | -------------------- | --- | --- | ----- | ------- | ------ | ---- | ------ | --- | ------ | ---- | ---- |
| 2011–12 | أورلاندو ماجيك       | 17  | 0   | 6.8   | .480    | .000   | .474 | .9     | .3  | .4     | .0   | 1.9  |
| 2012–13 | أوكلاهوما سيتي ثاندر | 39  | 1   | 7.4   | .447    | .368   | .500 | 1.4    | .4  | .5     | .1   | 1.5  |
| 2013–14 | ميامي هيت            | 1   | 0   | 1.0   | 1.000   | .000   | .000 | 1.0    | .0  | .0     | .0   | 2.0  |
| 2016–17 | كليفلاند كافالييرز   | 61  | 19  | 12.3  | .382    | .378   | .622 | 1.7    | .9  | .7     | .2   | 2.4  |
| 2016–17 | دالاس مافيريكس       | 1   | 0   | 25.0  | .500    | .000   | .667 | 7.0    | .0  | 2.0    | .0   | 8.0  |
| المسيرة | المسيرة              | 119 | 20  | 9.9   | .414    | .348   | .558 | 1.5    | .6  | .6     | .1   | 2.1  |

### الأدوار الإقصائية
| السنة   | الفريق               | لعب | بدأ | دقيقة | ميداني% | ثلاثية | حرة  | ارتداد | صنع | استلاب | تصدي | نقطة |
| ------- | -------------------- | --- | --- | ----- | ------- | ------ | ---- | ------ | --- | ------ | ---- | ---- |
| 2013    | أوكلاهوما سيتي ثاندر | 8   | 0   | 8.5   | .333    | .200   | .250 | 1.8    | .5  | .1     | .1   | 1.0  |
| المسيرة | المسيرة              | 8   | 0   | 8.5   | .333    | .200   | .250 | 1.8    | .5  | .1     | .1   | 1.0  |

## روابط خارجية
- دياندري ليجينز على موقع الدوري الأوروبي لكرة السلة (الإنجليزية)
- دياندري ليجينز على موقع إن بي أي (الإنجليزية)
- دياندري ليجينز على موقع الدوري التايواني الممتاز لكرة السلة (الصينية)
- دياندري ليجينز على موقع fiba3x3.com (الإنجليزية)
- دياندري ليجينز على موقع سبورتس رفرنس (الإنجليزية)
- دياندري ليجينز على موقع الدوري الإسباني لكرة السلة (الإسبانية)
- دياندري ليجينز على موقع كرة السلة الأوروبية.كوم (الإنجليزية)
- دياندري ليجينز على موقع إي إس بي إن.كوم (الإنجليزية)
- دياندري ليجينز على موقع كلية كرة السلة في سبورتس رفرنس.كوم (الإنجليزية)
- دياندري ليجينز على موقع ريلجم (الإنجليزية)